# Seznam dílů seriálu Austin a Ally
Toto je seznam dílů seriálu Austin a Ally. Americký seriál Austin a Ally byl vysílán na dětské stanici Disney Channel. Seriál byl vytvořen Kevinem Kopelowem a Heathem Seifertem. Seriál se zabývá přátelstvím dvou polárních protikladů – Austina, extrovertního hudebníka/zpěváka, a Ally, brilantní ale plaché skladatelky –, společně s jejich nejlepšími kamarády Trish a Dez. Austina hraje Ross Lynch, Ally hraje Laura Marano, Trish hraje Raini Rodriguez a Deze hraje Calum Worthy.

## Přehled řad
| Řada | Díly | Premiéra v USA   | Premiéra v USA     | Premiéra v ČR (ČT :D) | Premiéra v ČR (ČT :D) | Premiéra v ČR (Disney) | Premiéra v ČR (Disney) |
| Řada | Díly | První díl        | Poslední díl       | První díl             | Poslední díl          | První díl              | Poslední díl           |
| ---- | ---- | ---------------- | ------------------ | --------------------- | --------------------- | ---------------------- | ---------------------- |
| 1    | 19   | 2. prosince 2011 | 9. září 2012       | 11. února 2016        | 8. března 2016        | 11. května 2013        | 4. dubna 2014          |
| 2    | 26   | 7. října 2012    | 29. září 2013      | 9. března 2016        | 13. dubna 2016        | 6. dubna 2014          | 22. března 2015        |
| 3    | 22   | 27. října 2013   | 23. listopadu 2014 | 14. dubna 2016        | 13. května 2016       | 29. března 2015        | 31. ledna 2016         |
| 4    | 20   | 18. ledna 2015   | 10. ledna 2016     | 5. září 2016          | 30. září 2016         | 2. dubna 2016          | 14. prosince 2016      |

## Seznam dílů

### První řada (2011–2012)
| Č. v seriálu | Č. v řadě | Název                         | Český název                   | Režie                 | Scénář                           | Premiéra v USA    | Premiéra v ČR      | Prod. kód |
| --- | --------- | ----------------------------- | ----------------------------- | --------------------- | -------------------------------- | ----------------- | ------------------ | --------- |
| 1 | 1         | Rockers & Writers             | Rockeři a skladatelky         | Shelley Jensen        | Kevin Kopelow a Heath Seifert    | 2. prosince 2011  | 11. května 2013    | 101       |
| Austin Moon, který se touží stát hudební senzací si trochu nevědomky "vypůjčí" píseň nadějné, ale ustrašené Ally Dawsonové. Její nejlepší kamarádka Trish ji přesvědčuje, aby od Austina požadovala zásluhy za svou píseň, ale Austin odmítne. Když má ale do dalšího dne napsat novou píseň, musí s prosbou za Ally. Stává se z nich tvůrčí tým s manažerkou Trish a režisérem hudebních videí - Dezem, Austinovým nejlepším kamarádem. Píseň: „Double Take,“ „Break Down the Walls“ |           |                               |                               |                       |                                  |                   |                    |           |
| 2 | 2         | Kangaroos & Chaos             | Klokani a zmatek              | Shelley Jensen        | Kevin Kopelow a Heath Seifert    | 4. prosince 2011  | 11. května 2013    | 102       |
| Po měsíci bez nové písničky začíná být Austin nervózní, že lidé zapomínají, kdo je. Ally ale novou píseň nestíhá napsat. Když konečně novou napíše, její rukopis zmátne Trish a Deze natolik, že objednají náhodné věci k natáčení klipu - například klokana, který v Sonic Boom způsobí obrovský zmatek. Nakonec se s malou Trishinou lží podaří zaplatit škody i získat pro Austina jeho zaslouženou slávu. Píseň: „A Billion Hits“                                                 |           |                               |                               |                       |                                  |                   |                    |           |
| 3 | 3         | Secrets & Songbooks           | Tajemství a pomsta            | Shelley Jensen        | Eric Friedman                    | 11. prosince 2011 | 18. května 2013    | 103       |
| Ally ztratí svůj blok, který je ale zároveň i jejím tajným deníkem. Najdou ho Dez a Austin a přečtou si ho. Austin si myslí, že je do něj Ally zamilovaná a snaží se jí vyhýbat. Ally ale kouká po Dallasovi a když zjistí, že Austin četl v jejím bloku, Trish ji poradí nejlepší řešení - pomstu. Píseň: „Not a Love Song“ |           |                               |                               |                       |                                  |                   |                    |           |
| 4 | 4         | Zaliens & Cloud Watchers      | Zetřelci a pozorovatelé mraků | Shelley Jensen        | Rick Nyholm                      | 8. ledna 2012     | 25. května 2013    | 105       |
| Ally napíše skvělou píseň, která má být o Austinovi, ale ten zjistí, že o něm vůbec není. Oba se tak chtějí více poznat, což jen vede k dalším problémům. Trish a Dez, kteří spolu nikdy moc nevycházeli zjišťují, že je spojuje vášěn k filmovému žánru. Austin a Ally souhlasí, že jejich rozdílnosti je dělají lepšími hudebními partnery. Píseň: „It's Me, It's You“ |           |                               |                               |                       |                                  |                   |                    |           |
| 5 | 5         | Bloggers & Butterflies        | Zlá holka                     | Shelley Jensen        | Kevin Kopelow a Heath Seifert    | 15. ledna 2012    | 1. června 2013     | 104       |
| Když na Austina začínají vyplavávat nepěkné drby, všichni se snaží, aby to neohrožovalo jeho kariéru. Jenže všechno zajde až do takové míry, kdy je potřeba odhalit původce drbů - Tilly. Z ní nakonec vypadne, že ten, koho nesnáší, není Austin, ale Ally. Kvůli něčemu, co se stalo už před lety ve školce. Dez a Trish zatím pracují v restauraci se smaženými rybami. Píseň: „The Butterfly Song“                                                                                |           |                               |                               |                       |                                  |                   |                    |           |
| 6 | 6         | Tickets & Trashbags           | Na koho to slovo padne        | Adam Weissman         | Samantha Silver a Joey Manderino | 22. ledna 2012    | 29. června 2013    | 107       |
| Všichni jsou nadšení, když je Austin pozván na Mimské výroční ceny internetu, ale on s sebou může vzít jen jednoho společníka. Trish, Ally a Dez spolu soupeří a když Austin všem nedopatřením řekne, že je vezme, jsou velmi zklamaní a snaží se dostat na vyhlašování za každou cenu. Píseň: „Trash Talka“ |           |                               |                               |                       |                                  |                   |                    |           |
| 7 | 7         | Managers & Meatballs          | Manažeři                      | Adam Weissman         | Wayne Conley                     | 29. ledna 2012    | 20. července 2013  | 108       |
| Přátelství mezi Trish, Ally, Dezem a Austinem je postaveno před velkou zkoušku, když se objeví nová manažerka Demonica Dixon. Ta se sice snaží dostat Austina na další úroveň v jeho kariéře, ovšem vědomě přitom vráží klíny mezi něj a jeho nejlepší přátele. Všichni se nakonec společně rozhodnou dát Demonice lekci jejími vlastními metodami. Píseň: „Better Together“ |           |                               |                               |                       |                                  |                   |                    |           |
| 8 | 8         | Club Owners & Quinceaneras    | Dárky a kouzla                | Eric Dean Seaton      | Samantha Silver a Joey Manderino | 19. února 2012    | 10. srpna 2013     | 109       |
| Trish má quinceaneru a její párty se má konat v Emiliově klubu. Austin chce na večírku zazpívat a zkusit získat u Emilia v klubu angažmá. Mezitím ale musí učit Ally tančit, protože ona si chce zatančit s Dallasem. Dez zatím pro Trish připravuje překvapení. |           |                               |                               |                       |                                  |                   |                    |           |
| 9 | 9         | Deejays & Demos               | Živě z pláže                  | Roger S. Christiansen | Steve Freeman a Aaron Ho         | 26. února 2012    | 2. září 2013       | 111       |
| Austin se rozhodne, že je na čase, aby Ally dostala své zásluhy, a tak využije její tajné nahrávky a pustí ji v rádiu. Když se ale všichni začnou ptát, kdo je tajemná Ally Dawsonová, musí veřejnosti pod jejím jménem představit Trish. S Dezem zatím cloumá hypnóza, který situaci dokaže parádně zkomplikovat. Píseň: „You Don't See Me“ |           |                               |                               |                       |                                  |                   |                    |           |
| 10 | 10        | World Records & Work Wreckers | Rekordy a padáky              | Phill Lewis           | Kevin Kopelow a Heath Seifert    | 4. března 2012    | 2. září 2013       | 113       |
| Ally nedopatřením zaměstná Dallase, což v době krize nesmí zjistit její táta. Naneštěstí Dallas je neuvěřitelné střevo, a tak ho ještě ke všemu bude muset vyhodit. Jeho původní místo ale získala mezitím Trish. Austin a Dez se zatím snaží pokořit různě světové rekordy. |           |                               |                               |                       |                                  |                   |                    |           |
| 11 | 11        | Songwriting & Starfish        | Píseň z mrazáku               | Eric Dean Seaton      | Eric Friedman                    | 11. března 2012   | 14. září 2013      | 110       |
| Austin se těší na účinkování na Hot Summer Jam Contest, ale Ally nemá inspiraci pro psaní textu. Když se vše nakonec podaří, hloupé nálady přivedou Austina, Ally, Trish i Deze na policejní stanici a jediná možnost, jak se na Contest dostat je strážníka využít v kapele. Píseň: „Heard It on the Radio“ |           |                               |                               |                       |                                  |                   |                    |           |
| 12 | 12        | Soups & Stars                 | Polévky od Suzy               | Shannon Flynn         | Wayne Conley                     | 25. března 2012   | 12. října 2013     | 115       |
| V polévkárně slečny Suzy, kde pracuje Trish Ally nedopatřením zajistí příšernou reklamu, což znamená, že slečna Suzy, její bývalá učitelka, musí polévkárnu zavřít. Ally se tak s ostatními snaží natočit novou skvělou reklamu, která přiláká zpět zákazníky a jí zajistí zlatou hvězdičku, po které už od školy prahne. |           |                               |                               |                       |                                  |                   |                    |           |
| 13 | 13        | Burglaries & Boobytraps       | Past na zloděje               | Shelley Jensen        | Aaron Ho a Steve Freeman         | 15. dubna 2012    | 19. října 2013     | 106       |
| Když se v obchoďáku začne krást, všechny šokuje, že na záznamech kytaru ze Sonic Boom bere Austin. Vše ale není tak, jak se zdá a Ally s Trish chtějí zjistit, jaká je opravdová skutečnost. |           |                               |                               |                       |                                  |                   |                    |           |
| 14 | 14        | myTAB & My Pet                | myTAB a papoušek              | Phill Lewis           | Rick Nyholm                      | 22. dubna 2012    | 2. listopadu 2013  | 114       |
| Všichni chtějí nový myTAB,a tak proto dělají vše. Místo ve frontě má držet Owen, Allyin papoušek, ale Austin ho nedopatřením vypustí. Začíná běh o to, najít Owena dřív, než to zjistí Ally. Píseň: „Not a Love Song“ (akustická verze) |           |                               |                               |                       |                                  |                   |                    |           |
| 15 | 15        | Filmmaking & Fear Breaking    | Nepřítel slunečník            | Roger S. Christiansen | Rick Nyholm                      | 20. května 2012   | 13. listopadu 2013 | 112       |
| Dez chystá natáčení filmu "Klepeta", kde obsadil Austina do hlavní role. Vychází ale najevo, že Austin má strach ze slunečníků. Paradoxně mu ho pomáhá překonat ustrašená Ally. Trish zatím Deze otravuje, protože chce větší a výraznější roli. |           |                               |                               |                       |                                  |                   |                    |           |
| 16 | 16        | Diners & Daters               | Rande a písně                 | Shelley Jensen        | Aaron Ho a Steve Freeman         | 17. června 2012   | 30. listopadu 2013 | 116       |
| Austin se zamiluje do Cassidy, ale ta ho odmítá. Pokusí se proto získat práci v Melody Makers, aby jí byl nablízku, ale stejně tím Cassidy nemůže získat, protože odjíždí s kapelou do Los Angeles. Dez se zatím snaží zbavit Mindy, protože se na něj nalepila. Píseň: „Heart Beat,“ „Double Take,“ „Billion Hits,“ „Not a Love Song“ |           |                               |                               |                       |                                  |                   |                    |           |
| 17 | 17        | Everglades & Allygators       | Prázdniny a Allygátoři        | Shelley Jensen        | Clay Lapari                      | 15. července 2012 | 21. prosince 2013  | 119       |
| Austin má vystoupit na letním festivalu Shiny Moneyho, ale Ally ještě nemá složenou píseň. Rozhodnou se proto pracovat na Shinyho lodi, kde je ale neustále ruší Dez a Trish, kteří točí dokument o Velké mámě. Píseň: „Na, Na, Na (The Summer Song)“ |           |                               |                               |                       |                                  |                   |                    |           |
| 18 | 18        | Successes & Setbacks          | Smlouva a uzlíky              | Shelley Jensen        | Samantha Silver a Joey Manderino | 19. srpna 2012    | 7. prosince 2013   | 117       |
| Austin má možnost získat úžasnou smlouvu s vydavatelstvím, když ale celou noc trénuje, ztratí hlas. Lékař zjistí, že má uzlíky na hlasivkách. Musí se rozhodnout, jestli podstoupit riskantní operaci a získat nebo ztratit vše, nebo vstoupit do rodinného bussinessu s matracemi. Píseň: „The Way That You Do“ |           |                               |                               |                       |                                  |                   |                    |           |
| 19 | 19        | Albums & Auditions            | Křty a konkurzy               | Eric Dean Seaton      | Heath Seifert a Kevin Kopelow    | 9. září 2012      | 4. dubna 2014      | 118       |
| Austinova kariéra je na vzestupu, má před vydáním prvního alba a navíc s jeho, Trishinou a Dezovou pomocí se Ally dostala na prestižní hudební školu. Jenže do New Yorku. Všichni jsou zničení a odmítají si připustit, že je Ally opustí. Ally se musí rozhodnout, jestli jít za svým snem, nebo zůstat s kamarády. Na křtu alba si Ally během slideshow společných momentů uvědomí, že svůj sen už žije a zůstává v Miami. Píseň: „Illusion“                                        |           |                               |                               |                       |                                  |                   |                    |           |

### Druhá řada (2012–2013)
Součástí druhé řady je také speciální crossover díl se seriálem Jessie s názvem Austin & Jessie & Ally All Star New Year.
| Č. v seriálu | Č. v řadě | Název                                    | Český název                                 | Režie               | Scénář                                   | Premiéra v USA     | Premiéra v ČR     | Prod. kód |
| ------------ | --------- | ---------------------------------------- | ------------------------------------------- | ------------------- | ---------------------------------------- | ------------------ | ----------------- | --------- |
| 20           | 1         | Costumes & Courage                       | Kostýmy a odvaha                            | Shelley Jensen      | Rick Nyholm                              | 7. října 2012      | 6. dubna 2014     | 201       |
| 21           | 2         | Backups & Breakups                       | Tanečníci a rozchody                        | Shelley Jensen      | Kevin Kopelow a Heath Seifert            | 14. října 2012     | 13. dubna 2014    | 202       |
| 22           | 3         | Magazines & Made-Up Stuff                | Časopisy a výmysly                          | Shelley Jensen      | Samantha Silver a Joey Manderino         | 28. října 2012     | 20. dubna 2014    | 205       |
| 23           | 4         | Parents & Punishments                    | Rodiče a tresty                             | Shelley Jensen      | Aaron Ho a Steve Freeman                 | 4. listopadu 2012  | 27. dubna 2014    | 206       |
| 24           | 5         | Crybabies & Cologne                      | Ufňukánci a kolínská                        | Shelley Jensen      | Luisa Leschin                            | 11. listopadu 2012 | 4. května 2014    | 204       |
| 25           | 6         | Austin & Jessie & Ally All Star New Year | Austin a Jessie a Ally: Nový rok plný hvězd | Bob Koherr          | Wayne Conley, Mike Montesano a Ted Zizik | 7. prosince 2012   | 12. prosince 2014 | 211       |
| 26           | 7         | Ferris Wheels & Funky Breath             | Kolotoče a dech                             | Shelley Jensen      | Aaron Ho a Steve Freeman                 | 13. ledna 2013     | 11. května 2014   | 203       |
| 27           | 8         | Girlfriends & Girl Friends               | Holky a skoroholky                          | Shelley Jensen      | Joey Manderino a Samantha Silver         | 27. ledna 2013     | 18. května 2014   | 207       |
| 28           | 9         | Campers & Complications                  | Táborníci a tajné city                      | Adam Weissman       | Rick Nyholm                              | 17. února 2013     | 25. května 2014   | 208       |
| 29           | 10        | Chapters & Choices                       | Nové kapitoly a rozhodnutí                  | Adam Weissman       | Kevin Kopelow a Heath Seifert            | 24. února 2013     | 13. července 2014 | 209       |
| 30           | 11        | Partners & Parachutes                    | Parťáci a padáky                            | Eric Dean Seaton    | Heath Seifert a Kevin Kopelow            | 17. března 2013    | 20. července 2014 | 210       |
| 31           | 12        | Freaky Friends & Fan Fiction             | Podivíni a povídky                          | Eric Dean Seaton    | Rick Nyholm                              | 7. dubna 2013      | 13. září 2014     | 217       |
| 32           | 13        | Couples & Careers                        | Páry a kariéry                              | Eric Dean Seaton    | Teresa Ingram                            | 5. května 2013     | 20. září 2014     | 212       |
| 33           | 14        | Spas & Spices                            | Lázně a koření                              | Adam Weissman       | Luisa Leschin                            | 19. května 2013    | 27. září 2014     | 213       |
| 34           | 15        | Solos & Stray Kitties                    | Sóla a Stray Kitties                        | Shelley Jensen      | Joey Manderino a Samantha Silver         | 2. června 2013     | 12. října 2014    | 214       |
| 35           | 16        | Boy Songs & Badges                       | Klučičí písně a bobříci                     | Eric Dean Seaton    | Kevin Kopelow a Heath Seifert            | 9. června 2013     | 18. října 2014    | 218       |
| 36           | 17        | Tracks & Troubles                        | Skladby a problémy                          | Sean Lambert        | Steve Freeman a Aaron Ho                 | 23. června 2013    | 25. října 2014    | 216       |
| 37           | 18        | Viral Videos & Very Bad Dancing          | Videa a velmi špatný tanec                  | Shannon Flynn       | Luisa Leschin                            | 14. července 2013  | 1. listopadu 2014 | 219       |
| 38           | 19        | Tunes & Trials                           | Melodie a soudy                             | Shelley Jensen      | Samantha Silver a Joey Manderino         | 19. července 2013  | 1. února 2015     | 220       |
| 39           | 20        | Future Sounds & Festival Songs           | Budoucnost hudby a festival písní           | Shelley Jensen      | Francisco Angones a Amy Higgins          | 28. července 2013  | 8. února 2015     | 226       |
| 40           | 21        | Sports & Sprains                         | Sporty a úrazy                              | Shelley Jensen      | Wayne Conley                             | 4. srpna 2013      | 15. února 2015    | 221       |
| 41           | 22        | Beach Bums & Bling                       | Plážový povalování a cetky                  | Sean Lambert        | Wayne Conley                             | 11. srpna 2013     | 22. února 2015    | 215       |
| 42           | 23        | Family & Feuds                           | Rodina a spory                              | Craig Wyrick-Solari | Rick Nyholm                              | 1. září 2013       | 7. března 2015    | 223       |
| 43           | 24        | Moon Week & Mentors                      | Austinův týden a porotci                    | Ken Ceizler         | Steve Freeman a Aaron Ho                 | 15. září 2013      | 8. března 2015    | 222       |
| 44           | 25        | Real Life & Reel Life                    | Skutečný život a filmový život              | Shelley Jensen      | Samantha Silver a Joey Manderino         | 22. září 2013      | 15. března 2015   | 224       |
| 45           | 26        | Fresh Starts & Farewells                 | Nové začátky a loučení                      | Shelley Jensen      | Kevin Kopelow a Heath Seifert            | 29. září 2013      | 22. března 2015   | 225       |

### Třetí řada (2013–2014)
| Č. v seriálu | Č. v řadě | Název                             | Český název                                | Režie               | Scénář                                                                   | Premiéra v USA     | Premiéra v ČR     | Prod. kód |
| ------------ | --------- | --------------------------------- | ------------------------------------------ | ------------------- | ------------------------------------------------------------------------ | ------------------ | ----------------- | --------- |
| 46           | 1         | Road Trips & Reunions             | Cestování a shledání                       | Shelley Jensen      | Kevin Kopelow a Heath Seifert                                            | 27. října 2013     | 29. března 2015   | 301       |
| 47           | 2         | What Ifs & Where's Austin         | Co kdyby a kde je Austin                   | Shelley Jensen      | Rick Nyholm                                                              | 3. listopadu 2013  | 18. dubna 2015    | 302       |
| 48           | 3         | Presidents & Problems             | Prezident a problémy                       | Shelley Jensen      | Meg DeLoatch                                                             | 10. listopadu 2013 | 19. dubna 2015    | 303       |
| 49           | 4         | Beach Clubs & BFFs                | Plážový klub a nejlepší přátelé            | Sean Lambert        | Samantha Silver a Joey Manderino                                         | 24. listopadu 2013 | 26. dubna 2015    | 304       |
| 50           | 5         | Mix-Ups & Mistletoe               | Zamotáno a jmelí                           | Adam Weissman       | Rick Nyholm                                                              | 1. prosince 2013   | 11. prosince 2015 | 310       |
| 51           | 6         | Glee Clubs & Glory                | Soutěžit a vyhrát                          | Shelley Jensen      | Meg DeLoatch                                                             | 19. ledna 2014     | 3. května 2015    | 313       |
| 52           | 7         | Austin & Alias                    | Austin a Roxy                              | Jon Rosenbaum       | Steve Freeman a Aaron Ho                                                 | 26. ledna 2014     | 10. května 2015   | 305       |
| 53           | 8         | Princesses & Prizes               | Princezny a ceny                           | Eric Dean Seaton    | Rick Nyholm                                                              | 9. února 2014      | 17. května 2015   | 306       |
| 54           | 9         | Cupids & Cuties                   | Dr. Láska a roztomilá dívka                | Eric Dean Seaton    | Heath Seifert a Kevin Kopelow                                            | 9. března 2014     | 24. května 2015   | 307       |
| 55           | 10        | Critics & Confidence              | Kritici a sebedůvěra                       | Shannon Flynn       | Aaron Ho a Steve Freeman                                                 | 16. března 2014    | 31. května 2015   | 308       |
| 56           | 11        | Directors & Divas                 | Režiséři a umělci                          | Laura James         | námět: Joey Manderino a Samantha Silver scénář: Aaron Ho a Steve Freeman | 13. dubna 2014     | 4. července 2015  | 317       |
| 57           | 12        | Ally's New Crush                  | Ally a nové zalíbení                       | Adam Weissman       | Steve Freeman a Aaron Ho                                                 | 22. června 2014    | 25. července 2015 | 311       |
| 58           | 13        | Fashion Shows & First Impressions | Módní přehlídka a první dojmy              | Craig Wyrick-Solari | Samantha Silver a Joey Mandarino                                         | 29. června 2014    | 9. ledna 2016     | 312       |
| 59           | 14        | Fanatics & Favors                 | Fanoušci a obdiv                           | Sean Lambert        | Joey Mandarino a Samantha Silver                                         | 13. července 2014  | 18. července 2015 | 309       |
| 60           | 15        | Eggs & Extraterrestrials          | Vejce a mimozemšťané                       | Shelley Jensen      | Calum Worthy                                                             | 27. července 2014  | 16. ledna 2016    | 321       |
| 61           | 16        | Proms & Promises                  | Ples a tajnosti                            | Jean Sagal          | Kevin Kopelow a Heath Seifert                                            | 10. srpna 2014     | 10. ledna 2016    | 315       |
| 62           | 17        | Last Dances & Last Chances        | Poslední tanec a poslední příležitost      | Jon Rosenbaum       | Heath Seifert a Kevin Kopelow                                            | 24. srpna 2014     | 17. ledna 2016    | 316       |
| 63           | 18        | Videos & Villains                 | Videa a lumpárny                           | Craig Wyrick-Solar  | Amelia Sims                                                              | 21. září 2014      | 19. září 2015     | 320       |
| 64           | 19        | Beauties & Bullies                | Krása a bolest                             | Rich Correll        | Kevin Kopelow a Heath Seifert                                            | 28. září 2014      | 11. července 2015 | 319       |
| 65           | 20        | Horror Stories & Halloween Scares | Strašidelné historky a Halloweenské lekání | Rich Correll        | Jay Dyer                                                                 | 5. října 2014      | 27. října 2015    | 318       |
| 66           | 21        | Records & Wrecking Balls          | Album a demoliční koule                    | Ken Ciezler         | Rick Nyholm                                                              | 12. října 2014     | 24. ledna 2016    | 314       |
| 67           | 22        | Relationships & Red Carpets       | Vztahy a červený koberec                   | Shelley Jensen      | Rick Nyholm                                                              | 23. listopadu 2014 | 31. ledna 2016    | 322       |

### Čtvrtá řada (2015–2016)
| Č. v seriálu | Č. v řadě | Název                               | Český název                         | Režie               | Scénář                           | Premiéra v USA     | Premiéra v ČR     | Prod. kód |
| ------------ | --------- | ----------------------------------- | ----------------------------------- | ------------------- | -------------------------------- | ------------------ | ----------------- | --------- |
| 68           | 1         | Buzzcuts & Beginnings               | Zmatky a začátky                    | Shelley Jensen      | Kevin Kopelow a Heath Seifert    | 18. ledna 2015     | 2. dubna 2016     | 401       |
| 69           | 2         | Mattress Stores & Music Factories   | Matrace a muzika                    | Shelley Jensen      | Kevin Kopelow a Heath Seifert    | 25. ledna 2015     | 9. dubna 2016     | 402       |
| 70           | 3         | Grant Openings & Great Expectations | Velká otevření a velké naděje       | Eric Dean Seaton    | Samantha Silver a Joey Mandarino | 8. února 2015      | 16. dubna 2016    | 403       |
| 71           | 4         | Seniors & Senors                    | Starší žáci a seňorové              | Eric Dean Seaton    | Steve Freeman a Aaron Ho         | 15. února 2015     | 23. dubna 2016    | 404       |
| 72           | 5         | Homework & Hidden Talents           | Úkoly a ukrytý talent               | Craig Wyrick        | Heath Seifert a Keven Kopelow    | 28. března 2015    | 30. dubna 2016    | 405       |
| 73           | 6         | Duos & Deceptions                   | Parťaci a podrazy                   | Jean Sagel          | Samantha Silver a Joey Mandarino | 19. dubna 2015     | 7. květen 2016    | 409       |
| 74           | 7         | Wedding Bells & Wacky Birds         | Svatební zvony a svatební dorty     | Adam Weissman       | Rachel McNevin                   | 3. května 2015     | 14. května 2016   | 406       |
| 75           | 8         | Karaoke & Kalamity                  | Kalamitní Karaoke                   | Shelley Jensen      | Aaron Ho a Steve Freeman         | 14. června 2015    | 21. května 2016   | 412       |
| 76           | 9         | Mini-Me's & Muffin Baskets          | Manažerky a muffini                 | Shelley Jensen      | Samantha Silver a Joey Mandarino | 21. června 2015    | 28. května 2016   | 413       |
| 77           | 10        | Dancers & Ditzes                    | Zápasy a tance                      | Adam Weissman       | Kevin Kopelow a Heath Seifert    | 12. července 2015  | 27. května 2016   | 407       |
| 78           | 11        | Mysteries & Meddling Kids           | Záhady a zamilovaná                 | Laura James         | Steve Freeman a Aaron Ho         | 26. července 2015  | 4. června 2016    | 417       |
| 79           | 12        | Comebacks & Crystal Balls           | Návraty a nadějné výhlídky          | Craig Wyrick-Solari | Jeny Quine                       | 9. srpna 2015      | 11. června 2016   | 408       |
| 80           | 13        | Burdens & Boynado                   | Bydlení a Boynado                   | Shelley Jensen      | Samantha Silver a Joey Manderino | 23. srpna 2015     | 9. října 2016     | 418       |
| 81           | 14        | Bad Seeds & Bad Dates               | Zamilovaný otec, zoufalá dcera      | A. Laura James      | Jeny Quine                       | 20. září 2015      | 8. října 2016     | 411       |
| 82           | 15        | Scary Spirits & Spooky Stories      | Strašidla a Strašidelné příběhy     | Andy Fickman        | Garron Ma                        | 4. října 2015      | 31. října 2016    | 414       |
| 83           | 16        | Rejection & Rocketships             | Rány osudu a Rakety                 | Raini Rodriguez     | Rachel McNevin                   | 8. listopadu 2015  | 15. října 2016    | 415       |
| 84           | 17        | Cap and Gown & Can't Be Found       | Kniha čapka a talár a Kam se poděla | D.W. Moffett        | Jeny Quine                       | 22. listopadu 2015 | 22. října 2016    | 416       |
| 85           | 18        | Santas & Surprises                  | Santové a Překvapení                | Jean Sagal          | Wayne Conley                     | 6. prosince 2015   | 14. prosince 2016 | 410       |
| 86           | 19        | Musicals & Moving On                | Muzikály a Máme se rádi             | Craig Wyrick-Solari | Aaron Ho a Steve Freeman         | 10. ledna 2016     | 29. října 2016    | 420       |
| 87           | 20        | Duets & Destiny                     | Po Návratech a Osudu                | Shelley Jensen      | Heath Seifert a Kevin Kopelow    | 10. ledna 2016     | 29. října 2016    | 419       |